# Projekat Toho
Touhou Project (јапански: 東方Project Хепберн: Tōhō Purojekuto, дословно "Источни пројекат"), познат као Toho Project или Project Shrine Maiden, је низ јапанских bullet hell пуцачких видео игара направљених од стране компаније Team Shanghai Alice. Једини члан Team Shanghai Alice-a, ЗУН, сам програмира игрицу, и прави музику и графику. 
Дешавања у игри се врте око чудних појава у Генсокју (Gensokyo), измишљеном подручју које настањују људи и јокаи. Пре догађаја у играма, Генсокјо је био запечаћен од спољашњег света магичном баријером. Главни протагониста игара је Реиму Хакуреи, млада шинто свештеница која управља границом, борећи се против непријатељских јокаија. Првих пет игара направљено је за јапански низ рачунара НЕЦ ПЦ-9801. Тек је шести део The Embodiment of Scarlet Devil био доступан на Windows-у, што је начинило игрицу популарнијом.